# Rio Camarajipe
Rio Camarajipe é um rio brasileiro de Salvador, Bahia. Com 14 quilômetros de extensão, é o maior rio da capital baiana. Nasce no bairro de Boa Vista de São Caetano e deságua na Praia do Jardim dos Namorados. Quando passa pelo Iguatemi, seu leito alcança 20 metros de largura.
O Rio das Tripas é o seu principal afluente e encontra o Camarajipe no Largo Dois Leões. O Rio Campinas é outro afluente, ele percorre a Avenida Bonocô. A sua bacia hidrográfica se espalha por 39 quilômetros do território soteropolitano, alcançando 22 bairros. O entorno do rio, em 1989, abrigava cerca de 800 mil habitantes, cuja renda mensal variava entre 1 e 2 salários mínimos provenientes, em sua grande maioria, do trabalho informal.
É dito que o Rio Lucaia um braço do Camarajipe que surge a partir da região do Iguatemi. Esse caminho duplo é o resultado da ação humana. Antes da intervenção, as áreas mais baixas do bairro do Rio Vermelho eram alvo de constantes alagamentos. Por isso, na década de 1970, o Departamento Nacional de Obras de Saneamento (DNOS) desviou, a partir de drenagens e rebaixamento, o curso do rio no Iguatemi para o leito do vale do rio Pernambués, mudando a foz do rio para o atual local próximo Parque Costa Azul.
Parte do vale e bacia do Camarajipe foi objeto de programa municipal de saneamento básico com a implantação de um sistema de escadarias e rampas drenantes (ERD), ações nas encostas e esgotamento sanitário. Está muito poluído pelos dejetos urbanos, uma vez que é o destino de excessos de precipitações pluviais, efluentes de águas servidas, domésticas e industriais. Em pesquisa sobre qualidade da água, a bacia do Camarajipe apresentou o pior Índice de Qualidade das Águas (IQA) da capital baiana. Há ainda a utilização de caminhões limpa-fossas para diminuir a poluição das águas do rio.
Até a década de 1970, o rio é fonte de abastecimento de água da cidade. Foi em 1987 quando a represa de Mata Escura foi desativada pela Embasa para abastecimento público.
Segundo a definição do Plano Diretor de Desenvolvimento Urbano (PDDU) de 2000, o Caramajipe pertence à bacia homônima.